# 佐鳴予備校
佐鳴予備校（さなるよびこう）は、東京都新宿区に総本社を置く株式会社さなるが展開する、小学生、中学生、高校生を対象として運営される学習塾・予備校である。海外事業として中国の大連、タイのバンコクにも会社がある。本記事では、運営会社である株式会社さなるについても説明する。

## 概要
「学力を以って社会に貢献する人材の育成」をモットーとして標榜しており、公立の小・中学校に通う生徒を主たる対象としながら、学年の枠を超えた内容で指導を行うケースも多い。高校生に対しては、直接指導も行う。教師にはアルバイトは雇わないということにこだわっている。中学3年生は、毎年8月に長野県の志賀高原または白樺湖への2泊3日の夏期合宿を行っている。2017年度より地区によって中学受験に向けて小学6年生も夏期合宿を行っている。年度により、他の学年も合宿を行う場合がある。
2015年より小学生将棋名人戦の協賛企業となった。2016年よりトビタテ!留学JAPANの協賛企業となった。2016年より、東山動物園の秋まつりに参加している。

## 沿革
佐鳴予備校創業者である佐藤イサクの父である佐藤英夫が、静岡県浜松市に小学生、中学生を対象とした「佐藤塾」を開校したことに始まり、これを佐藤イサクが引き継ぐ形で1973年から「佐鳴学院」という校名で静岡県、愛知県、岐阜県、石川県へと校舎を展開。
1999年には大学受験部門に進出し、2002年1月より現在の校名である「佐鳴予備校」へ変更した。
2004年より小学4年生の指導を開始。小学4年生から高校3年生までの、小・中・高一貫教育を完成させる。また、CMに星野仙一を10年以上起用していた。同年、全校舎の教室にStarBoardやSee-beシステム（ホワイトボードにマルチメディア教材を投影して授業を行う）を導入。2005年より、理科・社会のSee-beコンテンツにNHKエデュケーショナルの協力による動画素材を格納。
2007年、九州北部と山口県に事業拠点を拡大した一方で、大阪府内から事業撤退。「さなるグループ」として新体制での運営を開始した。また、同年授業をDVDに収録し、動画視聴と学力トレーニング（2008年改称。オーダーメイド個別学習：コンピュータを利用する問題演習）を併用した形で個別指導部門を新設。小・中学生の通常の学習のほか、中学受験や英検にも対応している。
2009年、古藤事務所が擁していた高校生向け教育コンテンツ事業「Comets」を買収。東京本社内に高等部コンテンツ開発室を設し、映像制作にあたらせ、大学受験部門に参入する。それまで「個別オーダーメイド学習Partner」として小・中学生対象の映像授業コンテンツは開発しており、静岡県と愛知県に教室を展開していたが、これにコメッツの映像資産と新たに開発したコンテンツを加え、大学受験までカバーする「自立学習システム@Will」として改編を行い、2010年9月からは自社展開のみならず全国他塾への販売を開始した。また同年11月、中学受験では都内の「啓明舎」を吸収合併した。
2010年には関東を地盤とする栄光ゼミナールの株式の約32%を創業者から取得し筆頭株主となったが、同社経営陣の抵抗を受けたため、翌年には進学会に保有する全株式を売却している。
2016年3月にはさなる式タブレット（高校生も使用）が導入され、中学1年生からタブレットPCを使用して授業のサポート（リスニングなど）が行われている。
2018年度より、新小4～中3において、入塾テストを廃止した。
2020年2月、競争の激化や少子化に伴う生徒数の減少などを受け、岐阜県内7校舎を閉鎖し岐阜県から撤退。

校名の「佐鳴」とは、創業地である浜松市にある佐鳴湖（さなるこ）という湖から名付けられている。

## 不祥事

### 元職員による窃盗
2015年2月12日、元職員が「株式会社さなる」が所有する倉庫に侵入し、倉庫にあった学習用タブレット80台を盗んだ疑いで逮捕された。盗んだタブレット端末は、リサイクルショップに買い取らせていたとされる。

## 教育システム
さなるでは情報技術を活用した教育システムがある。
- See-be（しーびー）
英語のことわざ「百聞は一見に如かず」から命名された。NHKや各種研究機関の貴重な資料を用いて、パソコンで実行できるマルチメディアコンテンツを作成。すべての校舎の教室にパソコンとプロジェクタが配備されており、ホワイトボードに動画などを投影して使用する。
- See-beコントローラー
2005年導入。日立ソフトウェアエンジニアリングと共同開発。ハレーション防止素材が貼られたホワイトボードに特殊な受信機器を取りつけ、ホワイトボード上で電子ペンを動かすとそのままパソコンが操作できる仕組み。他塾への外販もしている。
- サナネット（さなねっと）
2005年導入。メールやインターネットを通して自分の子供の情報を見ることができる。小学生はICチップ内蔵のカード、中学生はさなタブと呼ばれるタブレット（Dynabook）に専用のソフトウェアをインストールしたもので校舎への出入りを管理できる。生徒が校舎に取りつけてあるカードリーダーにカードをかざしたり、さなタブで登校ボタンを押すと校舎への出入り情報が記録されるようになっている。記録された情報は親の携帯電話などにメールで送信され、生徒の居場所を知ることができる。さらに、講師から保護者にお知らせメールや緊急メールを送信することができる。また、親は相談があったり、生徒が欠席したりする場合にメールで連絡ができる。2007年10月からシステムが一新され、個々の生徒の成績の推移や学費の請求データなども閲覧可能となった。
- Success Road OnLine
2007年秋導入。進路面談の席などに無線LANで利用できるノートパソコンが持ち込まれ、専用サイトにアクセスができる。進路決定に必要な過去の成績の推移や、各高校の過去の受験者の成績と合否データなどがグラフ表示される。愛知県では日程ごとに複数の高校に志願できるため、併願先の選択候補も表示される。面談時に入力された内容はサナネットと連動し、家庭でも閲覧できる。
- 個別質問対応システム
2005年導入。Webカメラとヘッドホン。Windows Live Messengerを使い、各校舎から東京にいる質問対応のスタッフとテレビ電話感覚で、質問をすることができる。生徒であればいつでも使える（校舎が閉まっている時間帯は使えない）が、設置していない校舎もある。スキャナも完備し、教材のページをスタッフに画像データとして転送することもできる。
- 学力トレーニング@will
2008年度よりSCPL21から「学力トレーニング（略して学トレ）」に改称。70万ページにも及ぶ大量の問題プリントの中から厳選された問題を印刷して利用できるシステム。2009年度より、出題単元数が2倍に増えた。生徒は自ら学習する教科・単元や難易度レベルを選択して学習を進めることが可能。プリント内の正答数に応じてコンピュータが次の単元に進むかどうかを判断し、苦手箇所がなくなるまで学習できる。「基本」「確認」「補強」「テスト対策」「アチーブメント」「ハイレベル」の六種のコースがあるが、通常のコースでの問題は基礎固めを中心とした出題が多く、難解な問題は別コースを選択しないと出題されない。また、解答に付属する解説は簡略化されている場合が少なくないため、このシステム単独受講では自律的な学習は難しい。教室の運営はたいていチューターと呼ばれる専任スタッフが担当するが、通常本科の授業を担当している講師がこのチューターを兼任することもある。各校舎には個別質問対応システムが設置されており、質問はそちらを利用するよう推奨されている。SCPL21として開始した当時はWindows NTで運用されていたが、2007年からWindows 2000搭載パソコンが使用されるようになった。

## 株式会社さなる（さなるグループ）
株式会社さなるは、東京都新宿区に総本社を置く、小学生、中学生、高校生を対象とした学習塾・予備校を運営する総合教育企業である。佐鳴予備校の規模の拡大を受け、佐鳴予備校から分離する形で創設された。現在は分離元である佐鳴予備校をはじめ、啓明舎、三島進学ゼミナール、九大進学ゼミ、中萬学院などの運営を行い、グループ総計で全国に約450校舎展開している（2019年現在）。

### 沿革
- 1980年 - 佐鳴学院（現佐鳴予備校）の業務拡張に伴い、東京都新宿区を本社として創設。
- 1991年 - JR浜松駅前に地上11階建ての「さなる総合教育センタービル」完成。
- 1999年 - 総本部ビルを名古屋市中区に新設。本社機能をすべて移転。
- 2007年 - 九大進学ゼミと資本提携。九大進学ゼミが株式会社さなる九州としてさなるグループの一員へ。
- 2008年 - 個別指導「さなる個別」が本格始動。
- 2008年 - 三島進学ゼミナールと資本提携。三島進学ゼミナールがさなるグループの一員へ。
- 2009年 - 高校生向け映像学習システムを手掛ける株式会社コメッツを合併。さなるが本格的に大学受験市場に進出。
- 2009年 - 首都圏中学受験の名門啓明舎を合併。さなるグループへ。
- 2011年 - 名進研（株式会社　教育企画）と資本・業務提携。株の50％を取得[11]（のちの提携解消し、株は、名古屋に老人介護施設などを運営する、医療法人としわ会へ売却したとみられる）
- 2012年 - 東京都文京区本郷に「御茶ノ水教育研究所」を新設。
- 2017年3月1日 - 株式会社三島進学ゼミナールを吸収合併[12]。
- 2019年10月7日 - 株式会社中萬学院の全株式を取得。中萬学院がさなるグループへ。

### 運営している事業
- 佐鳴予備校（株式会社さなる）

東京都新宿区に総本社を置く小学生、中学生、高校生を対象として運営される学習塾・予備校。株式会社さなるの分離元。愛知県、静岡県を中心に幅広く展開している。サナスタ（小1～小4）、初等部（小4～小6）、中等部（中1～中3）、高等部（高1～高3・HighSchool@will）が存在。2019年現在、初中等部、高等部の合計で196校舎を展開。
- HighSchool@will（株式会社さなる）

株式会社さなるが展開する高校生対象の映像授業。日本国内に7つの撮影用自社スタジオがある。2019年現在、自社直営校は佐鳴予備校初中等部と同じ校舎で高等部の教室として35教室、佐鳴予備校高等部単独校舎として24校舎を展開している。静岡県の一部では「High School @will○○校」と、コンテンツ名で7校舎を展開。またグループ内の九大進学ゼミ高等部としても使用されている。外部の塾でも導入ができ、加盟塾は200校を超える。High School @willのコンテンツはさなる個別や学力トレーニングにも引用されている。
- さなる個別（株式会社さなる）

佐鳴予備校の一部校舎（1か所のみ個別専用校舎）を使用し展開するさなるの個別指導。多くのカリキュラムがあり、5教科指導（小3～高3）だけでなく、勉強習慣を身につけるための自立学習（小４～中3）、力シリーズとして本を読むことで国語力を育成する読書の力（小1～高3）、パズル道場を使用し算数のセンスと思考力を育成する閃きの力（小1～小6）、小学校からTOEIC®600点を目指す英語の力（小1～小6）、文を作る能力を育成する作文の力（小1～小6）がある。2019年現在、個別指導および自立学習、力シリーズを1校舎49教室で展開。
- 啓明館（株式会社さなる）

東京都文京区小石川に本部を置く学習塾。難関中学校・大学受験を対象としている。かつては株式会社啓明舎が運営していたが、2009年11月に経営環境の悪化を理由に株式会社さなるに吸収合併された。2022年現在、2校舎を展開。2020年4月に「啓明館」に名称を変更した。
- 三島進学ゼミナール（株式会社さなる 三島進学ゼミナール事業部）

静岡県三島市に本部を置く学習塾・予備校。略称は「三進（さんしん）」もしくは「三進ゼミ」。「ド根性」を校訓とし、高校受験対策を中心に教育事業を展開している。2019年現在、15校舎を展開。
- 九大進学ゼミ（株式会社さなる九州）

福岡県福岡市博多区に本校を置く小学生、中学生、高校生を対象とした学習塾・予備校。福岡県を中心とした九州7県と山口県に校舎を開設している。2019年現在、94校舎を展開。
- 中萬学院グループ（株式会社中萬学院）

神奈川県横浜市本社を置き、「中萬学院」「啓明館」という名で小中学生に受験対策授業を、「CGパーソナル」という名で小中高生に個別指導を、「CG高等館」という名で大学受験授業展開している。「学習指導・進学指導を通した人創り支援」と「伝統と革新」をモットーに、2019年現在、神奈川県、東京都に139校を展開している。
- アイザック・アド（株式会社さなる 広告代理事業部）

さなるの一事業部ではあるが、広告代理店として、さなる内部では受験情報誌『サクセスロード』やフリーマガジン『キッズジャーナル』の出版を、外部では大学・高校の学校案内の受託、自治体や大手自動車会社販売店からイベント案内・企画運営を請け負う。提供する媒体もテレビ、紙面、インターネット、DVD、イベントと多岐にわたる。
- 強羅茶寮（株式会社さなる リゾートプロジェクト事業部）

高級リゾート地として知られる箱根の中でも一等地の強羅地区の高台にあるリゾート施設。福利厚生に含まれているため、社員は保養所として格安で利用できる。さなるグループの保養所の中でここが唯一、社員の保養所としてだけでなく、一般向けに開放されている施設である。

### 運営拠点および事業所

#### 本社
- 東京総本社 〒160-0023 東京都新宿区西新宿3-2-8
- 名古屋本社 〒460-0006 愛知県名古屋市中区葵1-22-13
- 浜松本社      〒432-8033 静岡県浜松市中区海老塚2-1-14(さなる総合教育センタービル)

#### 事業所
東京エリア
- 東京総本社　新宿区西新宿3-2-8
- 御茶ノ水教育研究所　文京区本郷3-3-14
- 啓明舎　文京区小石川2-1-12小石川トーセイビル4階

静岡エリア
- 浜松本部　浜松市中区海老塚2-1-14（さなる総合教育センタービル内）
- 磐田本部　磐田市見付1240-1
- 掛川本部　掛川市駅前8-2
- 菊川本部　菊川市本所1418-1
- 袋井本部　袋井市高尾町24-1
- 藤枝本部　藤枝市駅前3-19-1
- 静岡進学ゼミナール 静岡本部校　静岡市葵区千代田1-15-30
- 三島進学ゼミナール 沼津本部校　沼津市新宿町13-1
- 三島進学ゼミナール 三島総本部校　三島市日の出町5-50

愛知エリア
- 豊橋本部　豊橋市駅前大通3-50-2
- 岡崎本部　岡崎市井内町西浦41-1
- 豊田本部　豊田市西町5-13
- 刈谷本部　刈谷市南桜町2-58-2
- 碧南本部　碧南市栄町1-20
- 名東第一本部　日進市香久山4-1206
- 名東第二本部　名古屋市名東区陸前町3307-1
- 名北本部　名古屋市西区上小田井2丁目28
- 名南本部　名古屋市緑区作の山町207
- 名西本部　名古屋市中村区豊国通3-6-1
- 津島本部　津島市今市場町3-36-1
- 一宮本部　一宮市八幡2-4-3
- 小牧本部　小牧市中央一丁目258

#### グループ会社
九大進学ゼミ
- 株式会社さなる九州 本社　福岡市博多区博多駅南1-4-10

中萬学院
- 株式会社中萬学院 本社 神奈川県横浜市港南区丸山台1-10-24

スクール21
- 株式会社エジュテックジャパン 埼玉県さいたま市中央区上落合一丁目9番2号

#### 海外事業所
中国大連
- 中国大連本部　遼寧省大連市高新園区七賢路2号嘉創大厦1111室

タイ・バンコク
- バンコク校　Khlong Tan NueaWatthana バンコク10110 タイ

### 採用
さなるでは新卒採用、中途採用、第2新卒採用、アルバイト採用など、幅広い間口で人材を募集しているが、生徒に対して授業をする教師はすべて正社員である（テスト監督等はアルバイト教師もいる）。

## 秀英予備校裁判
- 2017年4月16日、福岡市内のある校舎で行われた秀英予備校会社説明会で、秀英予備校取締役が東海地方を中心に全国で同業の佐鳴予備校などを展開する株式会社さなる（東京都新宿区・佐藤イサク）に対し「佐鳴は（生徒に）授業をしない、頑張れというだけ」「反社会勢力と関係を持っており、お金が流れている」「1時間の国語の授業で3つしか漢字を覚えない」などの虚偽の発言をしたため、さなる側が名誉を傷つけられたとして提訴。1,100万円の損害賠償を要求した[14]。静岡地裁（関口剛弘裁判長）で2017年7月28日第1回口頭弁論が行われた。同日、秀英予備校側が請求棄却を求め、審理された。2018年2月16日、静岡地裁で和解が成立した。秀英予備校側が発言内容をすべて認めたうえで謝罪したという。解決金を支払ったが金額は明らかにしていない[15]。

## テレビ番組
- 日経スペシャル ガイアの夜明け 攻防!教育マネー ～“格差時代”を生き抜く～（2010年2月23日、テレビ東京）[16] - 激動の学習塾業界を取材。